# Microhierax
Microhierax es un género de aves falconiformes de la familia Falconidae. Se les llama vulgarmente falconetes. Se encuentran en el Sudeste Asiático.

## Descripción y especies
Los falconetes son los miembros de menor tamaño del orden de las falconiformes, con una longitud media de 15 cm y una masa media de 35 g. A su vez, los miembros de menor tamaño del género son el falconete indonesio (Microhierax fringillarius) y el falconete de Borneo (Microhierax latifrons).
Se conocen las siguientes especies:
- Microhierax caerulescens - Falconete acollarado
- Microhierax erythrogenys - Falconete filipino
- Microhierax fringillarius - Falconete indonesio
- Microhierax latifrons - Falconete de Borneo
- Microhierax melanoleucos - Falconete pío